# Jekaterina Iljoechina
Jekaterina Sergejevna Iljoechina (Russisch: Екатерина Сергеевна Илюхина) (Novosibirsk, 19 juni 1987) is een Russische snowboardster. Ze vertegenwoordigde haar vaderland op de Olympische Winterspelen 2010 in Vancouver.

## Carrière
Iljoechina scoorde bij haar wereldbekerdebuut in maart 2004 in Bardonecchia direct haar eerste wereldbekerpunten. Tijdens de FIS wereldkampioenschappen snowboarden 2005 in Whistler eindigde de Russin als achtendertigste op de snowboardcross, als tweeënveertigste op de parallelslalom en als vierenvijftigste op de parallelreuzenslalom. Twee jaar later nam ze in Arosa deel aan de FIS wereldkampioenschappen snowboarden 2007, op dit toernooi eindigde ze als vijfentwintigste op de parallelslalom. Op de wereldkampioenschappen snowboarden 2009 in Gangwon eindigde Iljoechina als drieëntwintigste op de parallelslalom en als zesendertigste op de parallelreuzenslalom. In januari 2010 behaalde de Russin in Nendaz haar eerste toptienklassering. Tijdens de Olympische Winterspelen van 2010 in Vancouver veroverde Iljoechina de zilveren medaille op de parallelreuzenslalom (achter Nicolien Sauerbreij).
In La Molina nam Iljoechina deel aan de FIS wereldkampioenschappen snowboarden 2011. Op dit toernooi eindigde ze als elfde op de parallelslalom en als negentiende op de parallelreuzenslalom. Op de FIS wereldkampioenschappen snowboarden 2013 in Stoneham eindigde de Russin als 22e op de parallelreuzenslalom.

## Resultaten

### Olympische Spelen
| Jaar | Plaats    | Resultaten           |
| ---- | --------- | -------------------- |
| 2010 | Vancouver | Parallelreuzenslalom |

### Wereldkampioenschappen
| Jaar | Plaats    | Resultaten                                                     |
| ---- | --------- | -------------------------------------------------------------- |
| 2005 | Whistler  | 38e Snowboardcross 42e Parallelreuzenslalom 54e Parallelslalom |
| 2007 | Arosa     | 25e Parallelslalom                                             |
| 2009 | Gangwon   | 23e Parallelslalom 36e Parallelreuzenslalom                    |
| 2011 | La Molina | 11e Parallelslalom 19e Parallelreuzenslalom                    |
| 2013 | Stoneham  | 22e Parallelreuzenslalom                                       |

### Wereldbeker
Eindklasseringen
| Seizoen   | Algm | SBX | PAR |
| --------- | ---- | --- | --- |
| 2003/2004 | –    | 74e | –   |
| 2004/2005 | –    | –   | 62e |
| 2005/2006 | 143e | –   | 54e |
| 2006/2007 | 92e  | –   | 37e |
| 2007/2008 | 80e  | –   | 33e |
| 2008/2009 | 92e  | –   | 32e |
| 2009/2010 | 25e  | –   | 14e |
| 2011/2012 | 24e  | –   | 14e |
| 2011/2012 | –    | –   | 19e |